# Wereldkampioenschap superbike van Sugo 1993
Het wereldkampioenschap superbike van Sugo 1993 was de negende ronde van het wereldkampioenschap superbike 1993. De races werden verreden op 29 augustus 1993 op het Sportsland SUGO nabij Murata, Japan.

## Race 1
| Pos | Nr | Rijder               | Constructeur | Rondes | Tijd                | Grid | Punten |
| --- | -- | -------------------- | ------------ | ------ | ------------------- | ---- | ------ |
| 1   | 4  | Carl Fogarty         | Ducati       | 25     | 39:06.578           | 1    | 20     |
| 2   | 40 | Keiichi Kitagawa     | Kawasaki     | 25     | +2.164              | 2    | 17     |
| 3   | 24 | Shoichi Tsukamoto    | Kawasaki     | 25     | +24.784             | 5    | 15     |
| 4   | 7  | Stéphane Mertens     | Ducati       | 25     | +34.051             | 6    | 13     |
| 5   | 9  | Giancarlo Falappa    | Ducati       | 25     | +36.413             | 10   | 11     |
| 6   | 6  | Aaron Slight         | Kawasaki     | 25     | +36.693             | 4    | 10     |
| 7   | 5  | Fabrizio Pirovano    | Yamaha       | 25     | +36.814             | 8    | 9      |
| 8   | 11 | Scott Russell        | Kawasaki     | 25     | +37.106             | 3    | 8      |
| 9   | 10 | Piergiorgio Bontempi | Kawasaki     | 25     | +38.063             | 7    | 7      |
| 10  | 32 | Terry Rymer          | Yamaha       | 25     | +53.345             | 12   | 6      |
| 11  | 44 | Toshiyuki Arakaki    | Ducati       | 25     | +1:11.905           | 14   | 5      |
| 12  | 52 | Katsuyoshi Takahashi | Yamaha       | 25     | +1:12.272           | 16   | 4      |
| 13  | 70 | Aldeo Presciutti     | Ducati       | 25     | +1:17.193           | 17   | 3      |
| 14  | 14 | Christer Lindholm    | Yamaha       | 25     | +1:24.483           | 22   | 2      |
| 15  | 56 | Makoto Suzuki        | Ducati       | 25     | +1:34.025           | 15   | 1      |
| 16  | 23 | Fabrizio Furlan      | Kawasaki     | 24     | +1 ronde            | 18   |        |
| 17  | 43 | Masato Mogi          | Kawasaki     | 24     | +1 ronde            | 19   |        |
| 18  | 48 | Masao Nakata         | Yamaha       | 24     | +1 ronde            | 21   |        |
| 19  | 37 | Hervé Moineau        | Suzuki       | 24     | +1 ronde            | 23   |        |
| 20  | 31 | Shinichiro Imai      | Kawasaki     | 24     | +1 ronde            | 25   |        |
| 21  | 46 | Hirofumi Takada      | Yamaha       | 24     | +1 ronde            | 28   |        |
| 22  | 54 | Shigemasa Miwa       | Honda        | 24     | +1 ronde            | 27   |        |
| 23  | 45 | Takeshi Harada       | Yamaha       | 24     | +1 ronde            | 29   |        |
| 24  | 55 | Katsuya Watanabe     | Honda        | 24     | +1 ronde            | 30   |        |
| 25  | 51 | Hironari Yamamoto    | Yamaha       | 23     | +2 ronden           | 32   |        |
| 26  | 49 | Tatsuo Kanaumi       | Yamaha       | 23     | +2 ronden           | 31   |        |
| 27  | 50 | Hideo Senmyo         | Honda        | 23     | +2 ronden           | 26   |        |
| DNF | 34 | Mauro Lucchiari      | Ducati       | 21     | Uitgevallen         | 11   |        |
| DNF | 20 | Jeffry de Vries      | Yamaha       | 17     | Uitgevallen         | 24   |        |
| DNF | 86 | Jean-Marc Delétang   | Yamaha       | 14     | Uitgevallen         | 20   |        |
| DNF | 27 | Fred Merkel          | Ducati       | 13     | Uitgevallen         | 9    |        |
| DNF | 41 | Shoji Miyazaki       | Kawasaki     | 12     | Uitgevallen         | 13   |        |
| DNQ | 47 | Masaatsu Hyuga       | Ducati       | 0      | Niet gekwalificeerd |      |        |

## Race 2
| Pos | Nr | Rijder               | Constructeur | Rondes | Tijd                | Grid | Punten |
| --- | -- | -------------------- | ------------ | ------ | ------------------- | ---- | ------ |
| 1   | 11 | Scott Russell        | Kawasaki     | 25     | 39:05.393           | 3    | 20     |
| 2   | 40 | Keiichi Kitagawa     | Kawasaki     | 25     | +3.203              | 2    | 17     |
| 3   | 24 | Shoichi Tsukamoto    | Kawasaki     | 25     | +19.626             | 5    | 15     |
| 4   | 6  | Aaron Slight         | Kawasaki     | 25     | +20.198             | 4    | 13     |
| 5   | 5  | Fabrizio Pirovano    | Yamaha       | 25     | +47.776             | 8    | 11     |
| 6   | 44 | Toshiyuki Arakaki    | Ducati       | 25     | +48.162             | 14   | 10     |
| 7   | 32 | Terry Rymer          | Yamaha       | 25     | +52.362             | 12   | 9      |
| 8   | 41 | Shoji Miyazaki       | Kawasaki     | 25     | +59.715             | 13   | 8      |
| 9   | 56 | Makoto Suzuki        | Ducati       | 25     | +1:01.636           | 15   | 7      |
| 10  | 31 | Shinichiro Imai      | Kawasaki     | 25     | +1:21.140           | 25   | 6      |
| 11  | 23 | Fabrizio Furlan      | Kawasaki     | 25     | +1:25.945           | 18   | 5      |
| 12  | 14 | Christer Lindholm    | Yamaha       | 25     | +1:31.321           | 22   | 4      |
| 13  | 48 | Masao Nakata         | Yamaha       | 25     | +1:35.691           | 21   | 3      |
| 14  | 43 | Masato Mogi          | Kawasaki     | 25     | +1:35.703           | 19   | 2      |
| 15  | 50 | Hideo Senmyo         | Honda        | 24     | +1 ronde            | 26   | 1      |
| 16  | 86 | Jean-Marc Delétang   | Yamaha       | 24     | +1 ronde            | 20   |        |
| 17  | 54 | Shigemasa Miwa       | Honda        | 24     | +1 ronde            | 27   |        |
| 18  | 46 | Hirofumi Takada      | Yamaha       | 24     | +1 ronde            | 28   |        |
| 19  | 45 | Takeshi Harada       | Yamaha       | 24     | +1 ronde            | 29   |        |
| 20  | 55 | Katsuya Watanabe     | Honda        | 24     | +1 ronde            | 30   |        |
| 21  | 49 | Tatsuo Kanaumi       | Yamaha       | 23     | +2 ronden           | 31   |        |
| DNF | 9  | Giancarlo Falappa    | Ducati       | 22     | Uitgevallen         | 10   |        |
| DNF | 34 | Mauro Lucchiari      | Ducati       | 22     | Uitgevallen         | 11   |        |
| DNF | 4  | Carl Fogarty         | Ducati       | 20     | Uitgevallen         | 1    |        |
| DNF | 7  | Stéphane Mertens     | Ducati       | 19     | Uitgevallen         | 6    |        |
| DNF | 10 | Piergiorgio Bontempi | Kawasaki     | 16     | Uitgevallen         | 7    |        |
| DNF | 37 | Hervé Moineau        | Suzuki       | 13     | Uitgevallen         | 23   |        |
| DNF | 52 | Katsuyoshi Takahashi | Yamaha       | 12     | Uitgevallen         | 16   |        |
| DNF | 27 | Fred Merkel          | Ducati       | 11     | Uitgevallen         | 9    |        |
| DNF | 20 | Jeffry de Vries      | Yamaha       | 5      | Uitgevallen         | 24   |        |
| DNF | 51 | Hironari Yamamoto    | Yamaha       | 5      | Uitgevallen         | 32   |        |
| DNF | 70 | Aldeo Presciutti     | Ducati       | 5      | Uitgevallen         | 17   |        |
| DNQ | 47 | Masaatsu Hyuga       | Ducati       | 0      | Niet gekwalificeerd |      |        |

## Tussenstanden na wedstrijd
| Pos | Nr | Rijder            | Team     | Punten |
| --- | -- | ----------------- | -------- | ------ |
| 1   | 11 | Scott Russell     | Kawasaki | 259,5  |
| 2   | 4  | Carl Fogarty      | Ducati   | 246,5  |
| 3   | 6  | Aaron Slight      | Kawasaki | 196    |
| 4   | 9  | Giancarlo Falappa | Ducati   | 189    |
| 5   | 5  | Fabrizio Pirovano | Yamaha   | 189    |

1988 · 1989 · 1990 · 1991 · 1992 · 1993 · 1994 · 1995 · 1996 · 1997 · 1998 · 1999 · 2000 · 2001 · 2002 · 2003